# Xe đạp tại Đại hội Thể thao Đông Nam Á 2023 – Địa hình
Xe đạp địa hình tại Đại hội Thể thao Đông Nam Á 2023 diễn ra từ ngày 6 đến ngày 8 tháng 5 năm 2023, tỉnh Xiêm Riệp, Campuchia.

## Bảng huy chương
| Hạng               | Đoàn               | Vàng | Bạc | Đồng | Tổng số |
| ------------------ | ------------------ | ---- | --- | ---- | ------- |
| 1                  | Indonesia          | 4    | 1   | 1    | 6       |
| 2                  | Thái Lan           | 1    | 1   | 2    | 4       |
| 3                  | Philippines        | 0    | 1   | 1    | 2       |
| 3                  | Campuchia          | 0    | 1   | 1    | 2       |
| 5                  | Malaysia           | 0    | 1   | 0    | 1       |
| Tổng số (5 đơn vị) | Tổng số (5 đơn vị) | 5    | 5   | 5    | 15      |

## Huy chương
| Sự kiện                     | Vàng                                                                             | Bạc                                                                                               | Đồng                                                                                             |
| --------------------------- | -------------------------------------------------------------------------------- | ------------------------------------------------------------------------------------------------- | ------------------------------------------------------------------------------------------------ |
| Băng đồng Olympic Nam       | Feri Yudoyono · Indonesia                                                        | Zaenal Fanani · Indonesia                                                                         | Khim Menglong · Campuchia                                                                        |
| Băng đồng Olympic Nữ        | Sayu Bella Sukma Dewi · Indonesia                                                | Nur Assyria Zainal Abidin · Malaysia                                                              | Yonthanan Phonkla · Thái Lan                                                                     |
| Băng đồng loại dần Nam      | Methasit Boonsane · Thái Lan                                                     | Khim Menglong · Campuchia                                                                         | Ihza Muhammad · Indonesia                                                                        |
| Băng đồng loại dần Nữ       | Dara Latifah · Indonesia                                                         | Ariana Evangelista · Philippines                                                                  | Warinthorn Phetpraphan · Thái Lan                                                                |
| Băng đồng tiếp sức Nam - Nữ | Indonesia · Sayu Bella Sukma Dewi · Dara Latifah · Zaenal Fanani · Feri Yudoyono | Thái Lan · Keerati Sukprasat · Phunsiri Sirimongkhon · Supuksorn Nuntana · Warinthorn Phetpraphan | Philippines · Ariana Evangelista · Edmhel John Flores · Jerico Cruz Rivera · Shagne Paula Yaoyao |